# Lucien Tendret
Lucien Tendret (1829-1896), avocat puis bâtonnier qui vécut à Belley, est un gastronome et un auteur culinaire français resté à la postérité pour son livre La Table au pays de Brillat-Savarin, publié en 1892, où il donne de nombreuses recettes de la vieille cuisine du Bugey, des descriptions touchantes de ce joli pays et un florilège de citations souvent amusantes.

## Biographie
Lucien Michel Joseph Tendret est né le 2 décembre 1829 à Belley, d’Aristide Anthelme Tendret (1797-1871) avocat puis bâtonnier à Belley et de Joséphine Berlioz son épouse. Souvent 1825 est donnée comme année de naissance, mais l’état civil de l’Ain ne prête pas au doute et il est bien mort dans sa 66e année, le 29 février 1896 à Culoz.
Ses parents n’ont pas de liens familiaux avec les Brillat. Dominique Saint-Pierre affirme donc avec raison dans sa communication du 12 mars 2019 à Académie des sciences, belles-lettres et arts de Lyon c'est « à tort qu'on le considère comme le neveu de Brillat-Savarin », qu'il nomme avec distance M. Brillat-Savarin dans son livre. On  ne prête qu'aux riches, Paris Soir du 15 juin 1930 en faisait non pas le neveu mais le gendre de Brillat Savarin (célibataire endurci). 

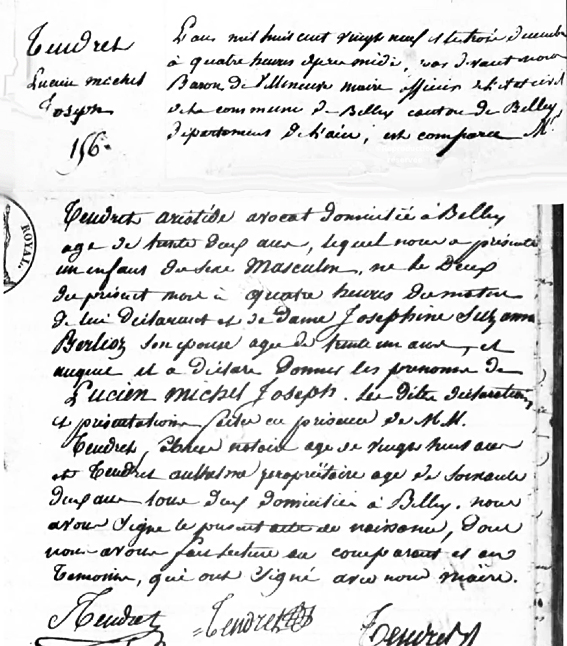
Acte de naissance de Lucien Tendret année 1829, décembre. Cet acte montre aussi que sa mère n'est pas une Brillat (Archives de l'Ain).

Après ses études au collège royal de Lyon, il fit son droit à Paris. Il épouse Émilie Anthelmette Ginet, dont il eut un fils, Paul Tendret (1858-1928), avocat, fondateur de la Banque régionale de l'Ain, censeur de la Banque de France, un des créateurs des chocolats Révillon à Lyon, maire de Belley, membre fondateur de l’Académie des gastronomes et une fille Louise Tendret (1862) qui épousa Antonin Poncet,,.  
Il est nommé juge suppléant à Belley en 1879. 

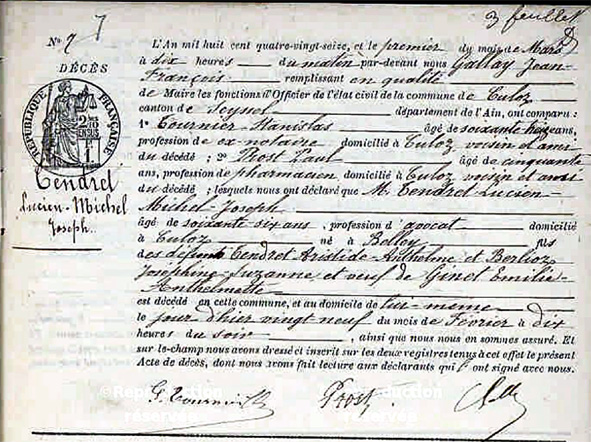
Acte de décès de Lucien Tendret, 1896 (Archives de l'Ain).

Tendret écrit La Table au pays de Brillat Savarin à Culoz où il prend sa retraite pour s'occuper de sa vigne attaquée par le phylloxéra. Le livre paraît en 1892, quatre ans avant sa fin qu'il pressent dans les derniè lignes : « avant de quitter nos riants coteaux et de descendre… au funèbre souper dont nul ne peut décliner l'invitation, j'ai voulu rassembler les traditions oubliées de la bonne cuisine de mon pays ». Le livre devient rapidement introuvable et Tendret ne survit plus que dans la mémoire des gastronomes, de personnalités locales, ou d'auteurs culinaires américaines réfugiées là pendant la Seconde Guerre mondiale,. Épisodiquement réédité jusqu'à 1981, son livre connait une nouvelle jeunesse à la fin du XXe et début XXIe siècle avec 6 éditions à ce jour, dont une en format poche.
Il avait des priorités dans la vie : « Lucien Tendret, fort attentif à ses devoirs religieux, n'allait pas à la messe les dimanches où il préparait lui-même un rôti de gibier, ne voulant pas offenser Dieu qui les avait créés en brûlant un roi-de-caille ou un bec-figue ».

## La Table au pays de Brillat-Savarin
Cf l'ouvrage La Table au pays de Brillat-Savarin.

### Les recettes
Le livre donne une cinquantaine de recettes plus ou moins détaillées et de nombreux savoir-faire, des tours de mains et conseils pour le service des vins. (Ne pas larder le becquefigue « n’ajoutez rien à ce qui est parfait », « Le chanoine Charcot faisait ajouter une ou deux cuillerées de verjus à sa fondue… », « Les volailles grasses cuites à la vapeur sont d’un meilleur goût que celles cuites dans un consommé », « La bartavelle est à la perdrix rouge ce que les cardinaux sont aux archevêques ».).
41 % du livre est consacré au gibier, à sa chasse et à son apprêt, 23 % aux oiseaux sauvages dont il connaît toutes les espèces, avec un éloge des becfigues de septembre, des gélinottes et… de la bécasse du Bugey.

### Brillat-Savarin
Lucien Tendret donne de nombreuses informations (pas toujours justes) et anecdotes sur la célébrité de Belley, et sa famille. Il connut sa sœur Pierrette morte à 99 ans et 10 mois en 1855, qui criait assise dans son lit en terminant son repas « Apportez le dessert! La servante accourut, mais trop tard, elle était allée prendre son café dans l’autre monde ». Brillat-Savarin venait chaque année dans sa maison de campagne à Vieu en Valromey alors habitée par ses sœurs Marie et Gasparde, il y recevait ses amis. On y mangeait le pâté carré « oreiller de la belle Aurore », (Aurore Récamier, mère de Brillat-Savarin), accompagné de vin de sa vigne de Côte-Grêle. Le père Suard - maître de violon de Brillat - en dévora une telle quantité qu'il en mourut (chap. VIII) en réclamant dou vino pour ne pas étouffer. 
Il parle aussi de sa chienne Ida qui se tenait toujours sous son siège, de sa vieille jument Babet. Il le nomme le Papinien des gastronomes (chap. XII Théorie du rôti de gibier-plume) ou le Chrysostome des pères de la table.

### La cuisine, la campagne, la montagne, la nostalgie

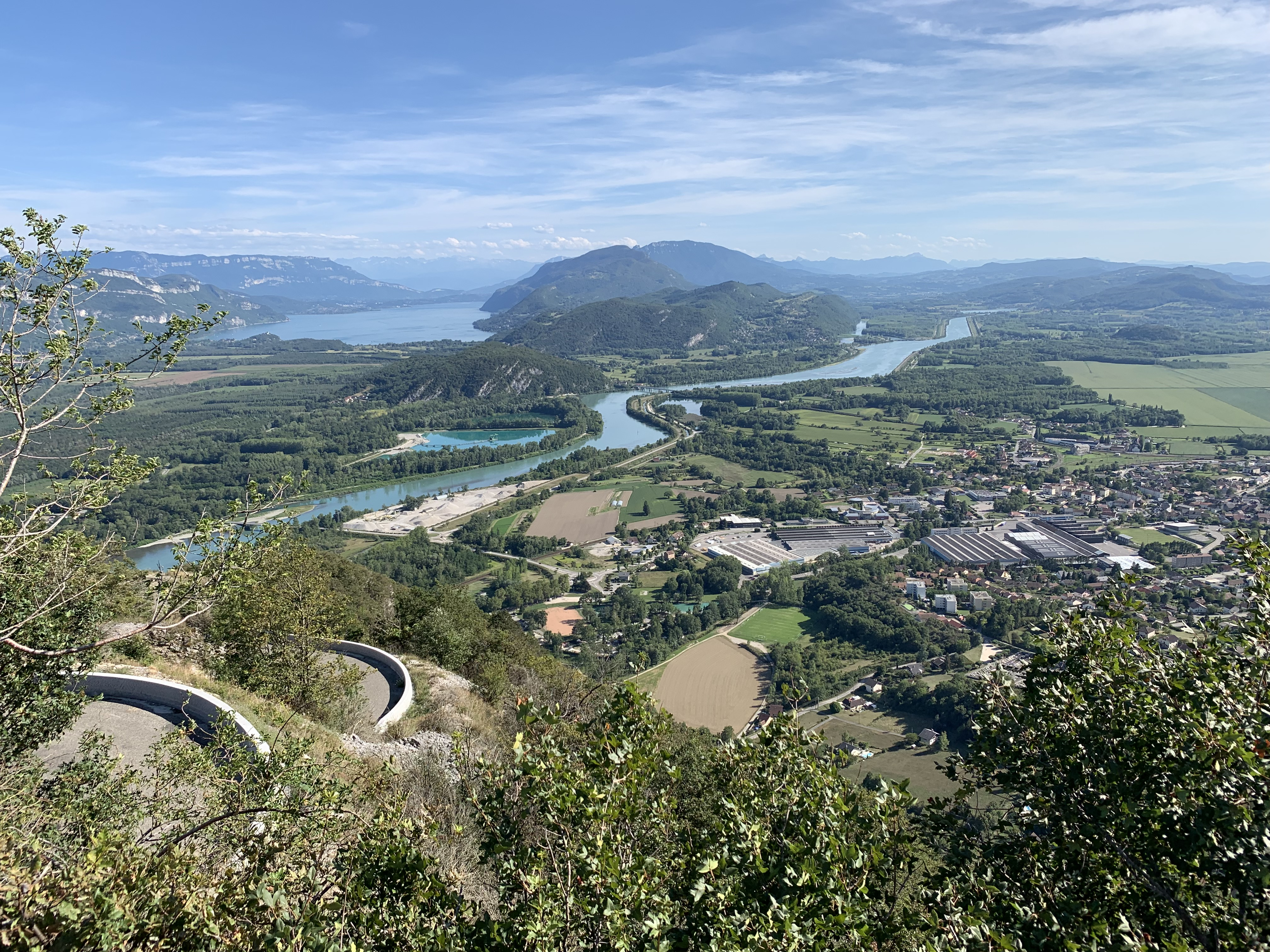
Sur les pentes du Grand Colombier.

« Un homme de bien se plait toujours à la cuisine. C'est le temple de Gaster, et les dévots ne s'ennuient jamais à cette Église ». 
Tendret introduisit une évolution dans la littérature gastronomique d’une part en donnant à son livre une dimension régionale revendiquée, d’autre part – cela se perçoit à mesure qu’on avance dans sa lecture – par ses digressions descriptives plaisantes et romantiques des gens, des animaux et des paysages. 
Depuis ses montagnes Tendret vit le début de la révolution industrielle, déjà la grande cuisine domestique s’efface au profit les restaurants, déjà le gibier est plus rare, déjà le présent est loin de ses souvenirs d’enfance. Il perçoit le crépuscule d’une époque de plaisirs domestiques de la table. 
Toutes ces dimensions gourmandes, locales, nostalgiques, naturophiles dans lesquelles ses successeurs de Rouff à Austin de Croze (1866-1937) (Association des gastronomes régionalistes) s’engouffreront jusqu’à nos jours.

### La critique
Adolphe Brisson écrit une page élogieuse dans Les Annales politiques et littéraires du 14 août 1892 ( « voici un nouveau chantre de la table qui se lève à  l'horizon littéraire »). De même le Journal des débats du 18 juin (« comment rester insensible aux pages que M. Tendret consacre aux becque-figues ? »). Les qualificatifs sont flatteurs : « Ouvrage fort amusant et œuvre d'un érudit ; livre rarissime, livre admirable, délicatesse de pensée.… »,,,.
Son petit fils Guy Tendret écrit dans La France à table de mai 1934 un article touchant  sur son grand père où on retrouve la nostalgie familiale «la tradition de la cuisine bourgeoise n'est plus conservée que dans les rares maisons où on voit encore l'antique tournebroche ».

## Postérité

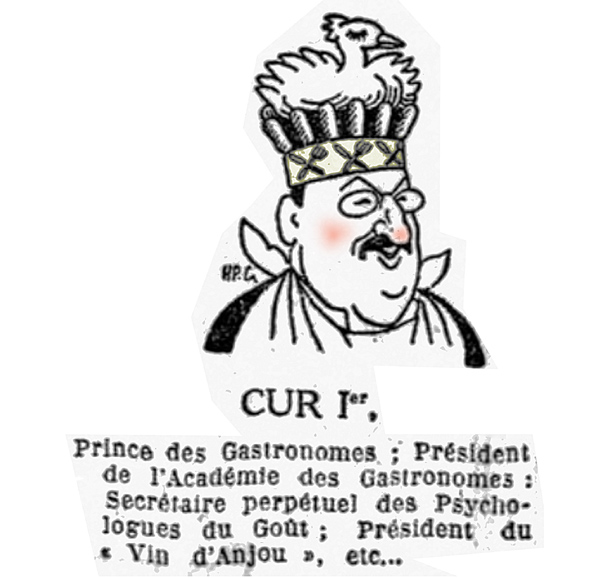
Curnonsky Ier couronné d'une poularde - Paris-soir 7 octobre 1928.

### La poularde truffée cuite à la vapeur
La poularde truffée est mentionnée depuis le XVIIe siècle (sauce aux truffes, farce aux truffes…) et jusqu'à Théophile Gautier en 1864 par exemple,. Tendret est le premier à publier sa cuisson à la vapeur. Par la suite elle figure 1747 fois dans la presse francophone numérisée de 1871 à 1939. 
Le chef Alexandre Dumaine fit sa renommée sur des recettes tirées de Tendret : sa poularde truffée à la vapeur était si célèbre que Fernand Point et son élève Paul Bocuse, puis Bernard Loiseau l'adoptèrent et que l'Aga Khan faisait le voyage de France uniquement pour la déguster,,. En 1931, Aristide Briand invite le roi d'Espagne Alphonse XIII à manger un poularde truffée. Alain Chapel de son côté, mit la poularde truffée en vessie. Il servait aussi la salade de homard aux truffes (« nous ne pensions pas qu'il fut possible de manger quelque chose de meilleur » écrivait Christian Millau) (2010) et le gâteau de foies blonds, tous deux de Tendret, « en mangeant ce gâteau je vis apparaître sur le visage d'Henri Gault une émotion comme il arrive à des natures très sensibles d'être bouleversées aux accents d'un violoncelle ou d'une voix qui touche au ciel ».
Cette poularde truffée à la vapeur fit découvrir la cuisson à la vapeur à Jacques Manière lors d'un séjour à l'auberge Vanel de Lacapelle-Marival. En 1985, il cite intégralement la recette de Tendret dans son Grand Livre de la cuisine à la vapeur alors que dans son ouvrage de 1980 il cuit sa poularde à la vapeur dans une papillote. Ce chef se réfère également à Marcel Rouff dont elle était le plat préféré, et à son perdreau à la coque (cuit à la vapeur) de M. Daudier, chasseur solognot. C'est ainsi que la génération de la nouvelle cuisine la fit sienne. Elle fut servie au repas des 25e Nuits du Cinéma (1971) qui se tenait au tout nouveau Drugstore des Champs-Élysées, préparé par Michel Guérard, Jacques Manière et Alain Senderens.
La recette est traduite en anglais par James Peterson, dans son livre Sauces, en 1991. La poularde de Tendret traverse les modes culinaires, Alain Ducasse, Jean-François Piège en donnent des versions actualisées.  Elle est de nos jours devenue éco-responsable dans la cuisine du chef Jean-Michel Lorain à Joigny sous forme de poularde de Bresse en vapeur de Champagne… 

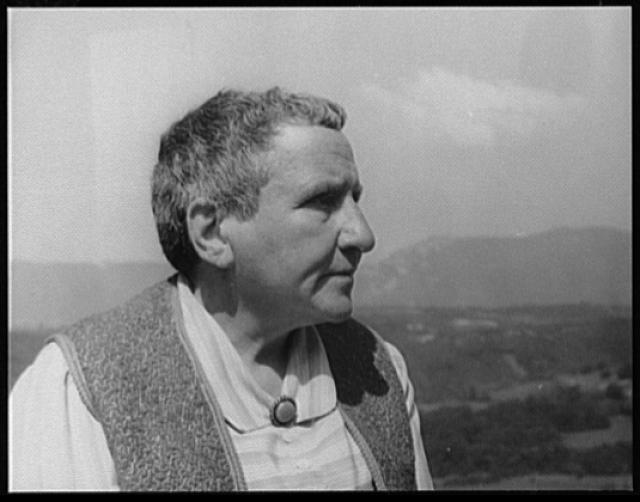
Gertrude Stein aurait conservé des recettes manuscrites inédites de Tendret dont une salade a été publiée par Alice B. Toklas.

### et autres merveilles…
- Parmi les autres recettes restées en mémoire, l’oreiller de la belle Aurore, le gâteau de lavaret du lac du Bourget, le gâteau de foies blonds de poularde de la Bresse, la timbale de queues d’écrevisses sauce Nantua, la fondue de Belley (œufs, gruyère pour 1/3 du poids des œufs, beurre pour 1/6 du poids des œufs, truffes…), les morilles noires de Valromey à la crème, etc.[40].
- Lucien Tendret aurait été le modèle du Dodin-Bouffant (1920) de Marcel Rouff, lui aussi homme de loi consacrant sa vie dans sa vieille demeure de Sénoé à une table savoureuse de gourmandises jurassiennes et bressanes aux ingrédients choisis, aux recettes méditées et amateur d'aphorismes gastronomiques[41]. À le lire, on pense que Marcel Rouff lui doit surtout les descriptions poétiques des paysages de montagne et des repas amicaux, tandis que Dodin-Bouffant est un personnage composite qui emprunte à la riche société des gastronomes du XIXe siècle et à l'imagination de Rouff.
- En 1935, Curnonsky qui supervise La Bonne Vie, 250 recettes familiales et quelques conseils pratiques, donne deux recettes de Tendret, le gâteau de foies blonds sauce Nantua, et, rarement cité : le poulet Célestine (« une des meilleures façons d’accommoder le poulet » écrit Tendret - fricassée de jeune poulet avec champignons, tomate, vin blanc sec, bouillon de viande et fine champagne)[42].La poularde truffée est une des très rares recettes françaises de viande cuite à la vapeur avant les années 80 du XXe siècle.

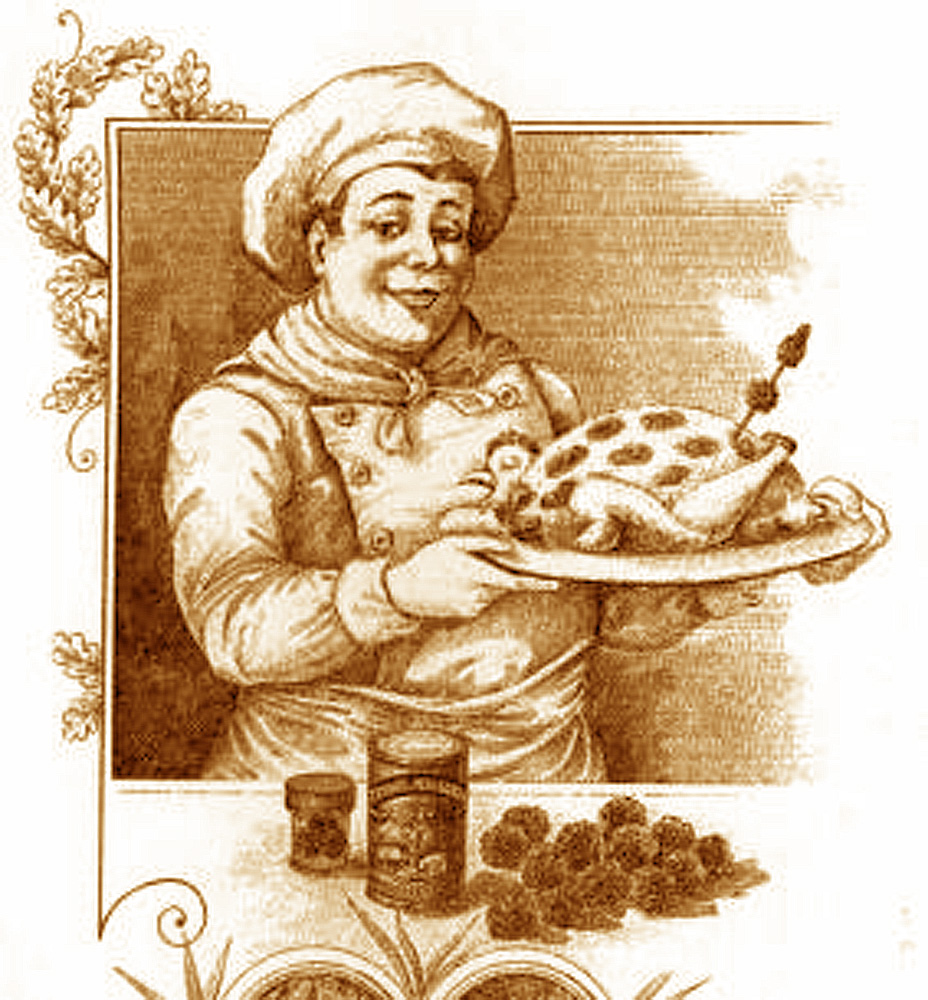
La poularde truffée est une des très rares recettes françaises de viande cuite à la vapeur avant les années 80 du XXe siècle.

- Les Américaines Alice B. Toklas qui était gourmande et Gertrude Stein se réfugient à Culoz pendant la Seconde Guerre mondiale dans une maison de location qui appartient à une petite fille de Lucien Tendret… qui leur offre son livre. C'est pour elles un trésor et une illumination. Elles ont ensuite accès à un recueil perdu de recettes de tous les jours de la famille Tendret[11]. Cette découverte influencera The Alice B. Toklas Cook Book (1954) et donnera une notoriété à Tendret aux USA jusqu'à nos jours[43],[44],[45]. Le livre de Tendret est qualifié de brillant et fantastique dans The Gourmands' Way: Six Americans in Paris and the Birth of a New Gastronomy de Justin Spring en 2017[46].
- Un fauteuil de l'Académie des gastronomes porte son nom, son éloge est prononcé par Justin Godart (1953)[47].
- En 2013, un chapitre lui est consacré dans l'Anthologie fabuleuse, fallacieuse et facétieuse du pâté en croûte, d'Emmanuel Giraud, Paris, Editions Alternatives Gallimard, coll. de Bouche à Oreille, 96 p.
- Une avenue porte son nom à Belley.

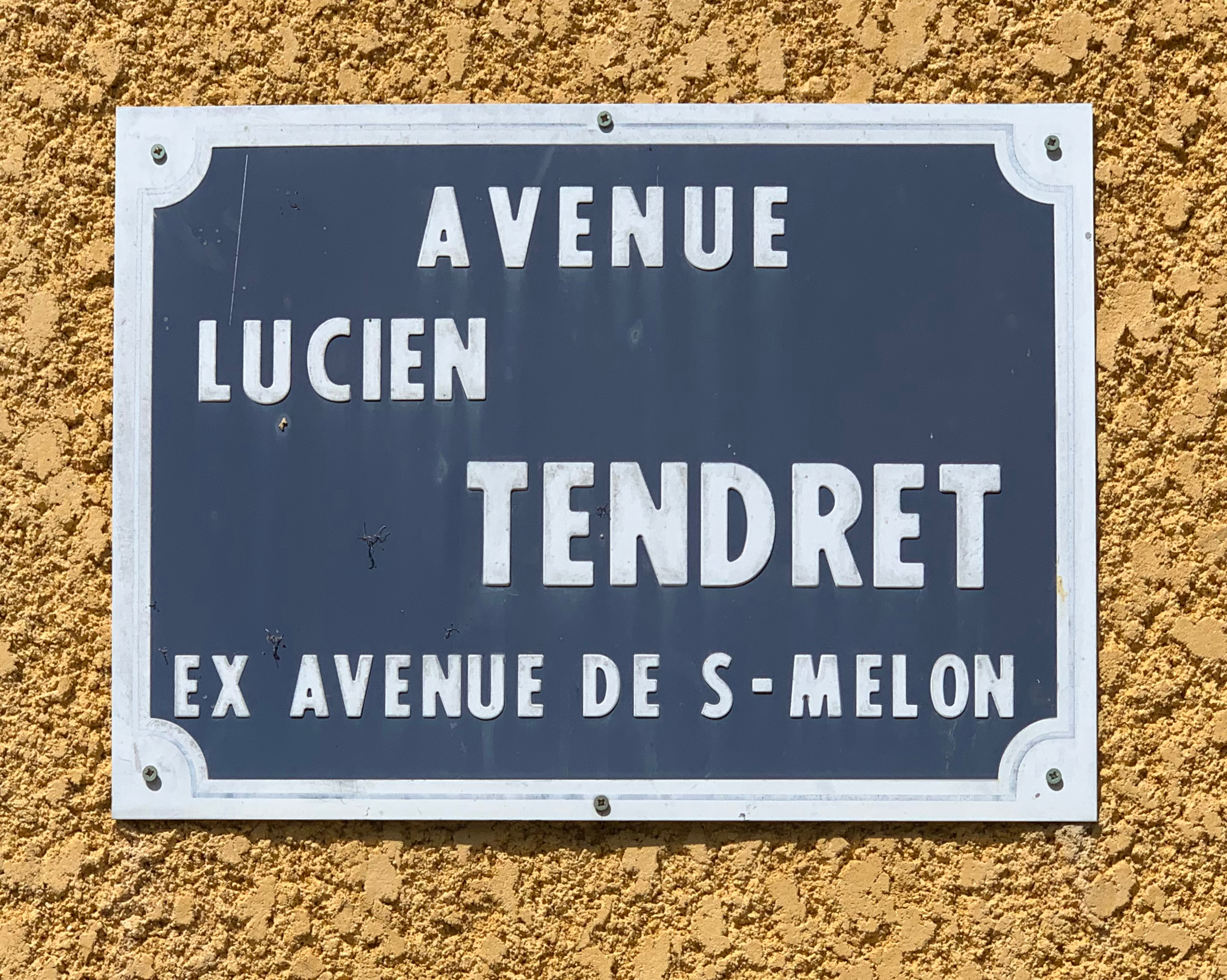
Plaque de rue : Avenue Lucien Tendret - Belley - heureusement sans indication de date de naissance…